# المنتقمون: يوم القيامة
المنتقمون: يوم القيامة (بالإنجليزية: Avengers: Doomsday) هو فيلم أبطال خارقون أمريكي قادم يعتمد على فريق الأبطال الخارقين من قصص مارفل المصورة "المنتقمون". من إنتاج استوديوهات مارفل واي جي بي او، وتوزيع استوديوهات ديزني، يعتبر تكملة لفيلم المنتقمون: نهاية اللعبة (2019) والإصدار التاسع والثلاثين في عالم مارفل السينمائي (MCU). الفيلم من إخراج أنتوني وجو روسو وكتابة مايكل والدرون وستيفن ماكفيلي، ويضم طاقمًا من الممثلين يتكون من: كريس هيمسورث، فانيسا كيربي، أنتوني ماكي، سيباستيان ستان، ليتيتيا رايت، بول رود، وايت راسل، تينوش هويرتا ميخيا، إيبون موس-باكراك، سيمو ليو ، فلورنس بيو، كيلسي جرامر، لويس بولمان، داني راميريز، جوزيف كوين ، ديفيد هاربور، وينستون ديوك، هانا جون-كامين، توم هيدلستون، باتريك ستيوارت، إيان ماكيلين ، آلان كومينغ، ريبيكا رومين، جيمس مارسدن، تشانينج تاتوم ، بيدرو باسكال، وروبرت داوني جونيور.
في يوليو 2022، أعلنت استوديوهات مارفل رسميًا عن تطوير فيلمين جديدين من سلسلة "المنتقمون"، بعنوان "سلالة كانغ" و"الحروب السرية"، ليشكّلا ختام المرحلة السادسة من عالم مارفل السينمائي، وذروة سردية لسلسلة الأعمال المتصلة المعروفة باسم "ملحمة الأكوان المتعددة". وقد عُيّن المخرج ديستين دانيال كريتون لقيادة فيلم "سلالة كانغ"، وكان من المخطط أن يعود الممثل جوناثان ماجورز لأداء شخصية كانغ الفاتح، الخصم المركزي في هذه الملحمة، بعد ظهوره السابق في أعمال متعددة ضمن الامتياز. انضم الكاتب جيف لوفنيس إلى المشروع في سبتمبر 2022 لتأليف سيناريو الفيلم. إلا أن المشروع شهد تحولات جذرية لاحقًا، حيث غادر كريتون موقعه كمخرج في نوفمبر 2023، تزامنًا مع تصاعد الجدل القانوني المحيط بـ ماجورز، الأمر الذي دفع مارفل إلى إعادة تقييم محورية شخصية كانغ ضمن الخطط المستقبلية للامتياز. وفي ديسمبر من العام نفسه، أُعلن عن استبعاد ماجورز من كافة مشاريع مارفل.
شهد المشروع إعادة هيكلة كبيرة في يوليو 2024، تمثلت في تعيين الثنائي الأخوان روسو، اللذان أخرجا فيلمي "الحرب اللانهائية" و"نهاية اللعبة", لقيادة الفيلم الجديد، بينما تولّى كريستوفر ماركوس وستيفن ماكفيلي مهام كتابة السيناريو، في عودة إلى فريق الإبداع الأصلي الذي أشرف على أبرز أفلام المنتقمين. كما اُختير روبرت داوني جونيور لأداء دور الشرير الجديد دكتور دوم، الذي سيحل محل كانغ كمحور رئيسي للصراع في المرحلة السادسة، مع الكشف عن عنوان فرعي جديد للفيلم هو "يوم القيامة".
بدأ التصوير الرئيسي للفيلم في 28 أبريل 2025 داخل استوديوهات باينوود في إنجلترا، بمشاركة طاقم تمثيلي واسع يشمل العديد من الشخصيات المحورية من أفلام مارفل السابقة، بالإضافة إلى ظهور شخصيات من امتيازات أخرى ضمن ملكية ديزني ومن المتوقع أن يستمر لستة أشهر. عاد الملحن آلان سيلفستري لتأليف الموسيقى التصويرية للفيلم، بعد مساهمته المميزة في "المنتقمون: الحرب اللانهائية" (2018) و"المنتقمون: نهاية اللعبة" (2019).
من المقرر إصدار فيلم "المنتقمون: يوم القيامة" في الولايات المتحدة في 18 ديسمبر 2026، كجزء من المرحلة السادسة من عالم مارفل السينمائي، وصدور التكملة "الحروب السرية" في 17 ديسمبر 2027.

## تمهيد
بعد 14 شهرا من أحداث فيلم "ثاندربولتس*"، يتعاون المنتقمون، وشعب واكاندا، والأربعة المذهلون، والمنتقمون الجدد، والإكس-مان لمواجهة دكتور دوم.

## طاقم التمثيل
- كريس هيمسورث بدور ثور: المنتقم والملك السابق لأزغارد، مستوحى من الإله الأسطوري النوردي الذي يحمل الاسم نفسه.[5]
- فانيسا كيربي بدور سو ستورم / المرأة الخفية: زوجة ريد ريتشاردز، وشقيقة جوني، وعضوة في فريق "الأربعة المذهلين" القادرة على توليد حقول القوة وتحويل نفسها والآخرين إلى كائنات خفية.[6]
- أنتوني ماكي بدور سام ويلسون / كابتن أمريكا: منتقم ومنقذ سابق تدرب في الجيش على القتال الجوي باستخدام جناح مصمم خصيصًا. أصبح ويلسون كابتن أمريكا الجديدبعد تخلي ستيف روجرز عن اللقب بعد أحداث فيلم "نهاية اللعبة".[7]
- سيباستيان ستان بدور باكي بارنز: جندي خارق مُحسّن بذراع سيبرانية، و القائد لفريق "المنتقمون الجدد".[5]
- ليتيتيا رايت بدور شوري / النمر الأسود: أميرة واكاندا السابقة التي تصمم تقنيات جديدة للأمة وتكتسب قدرات خارقة بتناول عشبة على شكل قلب فتصبح النمر الأسود الجديد بعد وفاة أخيها.[5]
- بول رود بدور سكوت لانغ / الرجل النملة: منتقم ومجرم سابق يرتدي بدلة تسمح له بالانكماش أو النمو مع زيادة قوته.[5]
- وايت راسل بدور جون واكر / العميل الأمريكي: جندي خارق مُحسّن، وكابتن أمريكا السابق، وعضو في فريق "المنتقمون الجدد".[5]
- تينوش هويرتا ميخيا بدور نامور: ملك تالوكان ومتحول قوي ذو آذان مدببة وأجنحة على كاحليه قادر على التنفس على الأرض وتحت الماء.[5]
- إيبون موس-باتراش بدور بن جريم / الشيء: أفضل صديق لريتشاردز، رائد فضاء سابق، وعضو في فرقة "الأربعة المذهلين"، الذي تحول جلده إلى طبقة من الصخور البرتقالية، مما منحه قوة ومتانة خارقة.[6]
- سيمو ليو بدور شانغ-تشي: فنان قتال ماهر تدرب في سن مبكرة ليكون قاتلًا على يد والده وينوو.[5]
- فلورنس بيو بدور يلينا بيلوفا: عضوة في فريق "المنتقمون الجدد" تدربت في الغرفة الحمراء لتصبح أرملة سوداء.[5]
- كيلسي غرامر بدور هانك ماكوي / الوحش: متحول وعضو في فريق الإكس-مان، يمتلك خصائص جسدية حيوانية تشمل فروًا أزرق، وآذانًا مدببة، وأنيابًا، ومخالب.[5]
- لويس بولمان بدور بوب / سنتري: شخص ذو قوة خارقة وعضو في المنتقمون الجدد ويُعتقد أنه أقوى من جميع المنتقمون مجتمعين.[5]
- داني راميريز بدور خواكين توريس / الصقر: ملازم أول في القوات الجوية الأمريكية يتولى لقب ويلسون السابق "الصقر"، مستخدمًا حزمة أجنحة مماثلة.[5]
- جوزيف كوين بدور جوني ستورم / الشعلة البشرية: شقيق سو وعضو في فريق "الأربعة المذهلين"، قادر على تحويل جسمه بالكامل إلى نار والتحكم فيها، والطيران.[6]
- ديفيد هاربر بدور أليكسي شوستاكوف / الحارس الأحمر: عضو في فريق "المنتقمون الجدد"، وهو نظير كابتن أمريكا كجندي روسي خارق، وبمثابة الأب لبيلوفا.[5]
- وينستون ديوك بدور مباكو: محاربٌ قويٌّ وزعيمٌ لقبيلة واكاندا الجبلية "الجاباري".
- هانا جون-كامين بدور آفا ستار / الشبح: أحد أعضاء فريق "المنتقمون الجدد" القادرة على اختراق الأجسام.[5]
- توم هيدلستون بدور لوكي: إله القصص الأسغاردي، إله الأذى سابقًا، وشقيق ثور بالتبني، مستوحىً من الإله الأسطوري النوردي الذي يحمل الاسم نفسه.[5]
- باتريك ستيوارت بدور تشارلز كزافييه / البروفيسور إكس: متحول تخاطري ومؤسس فريق الإكس-مان.[5]
- إيان ماكيلين بدور إريك لينشير / ماغنيتو: متحول قوي قادر على توليد المجالات المغناطيسية والتحكم فيها.[5]
- آلان كامينغ بدور كورت فاغنر / نايت كرولر: متحول أزرق البشرة، ذو مظهر شيطاني، قادرٌ على الانتقال الآني.[5]
- ريبيكا رومين بدور رايفن دارخولم / ميستايك: متحولة زرقاء البشرة لها القدرة على تغيير شكلها.[5]
- جيمس مارسدن بدور سكوت سامرز / سايكلوبس: متحول وقائد فريق الإكس-مان، قادر على إصدار أشعة ذات طاقة بصرية قوية، يتحكم بها عن طريق قناع خاص.[5]
- تشانينج تاتوم بدور ريمي ليبو / غامبيت: متحول قادر على شحن الأجسام بالطاقة الحركية، مما يتسبب في انفجارها عند الاصطدام.[5]
- بيدرو باسكال بدور ريد ريتشاردز /ميستر فانتاستيك: عالم فائق الذكاء وقائد فريق "الأربعة المذهلون"، قادر على تمديد أي جزء من جسده لأطوال كبيرة.[6]
- روبرت داوني جونيور بدور فيكتور فون دوم / دكتور دوم: وصف المخرج المشارك جو روسو شخصية دوم بأنها شخصية ثلاثية الأبعاد وواحدة من أكثر شخصيات القصص المصورة تعقيدًا، ورأى أن داوني - الذي سبق له أن لعب دور توني ستارك / الرجل الحديدي في عالم مارفل السينمائي - هو الشخص الوحيد القادر على أداء هذا الدور.[8] قام داوني بتطوير قصته الخلفية الخاصة بهذه الشخصية كمرجع لأدائه، كما ساهم أيضًا في أفكار الأزياء.[9]

من المقرر أن يُعيد ممثلون آخرون تمثيل أدوارهم من عالم مارفل السينمائي في الفيلم، ومن بينهم: جيريمي رينر بدور كلينت بارتون/هوك آي، بينديكت كامبرباتش بدور الدكتور ستيفن سترينج، توم هولاند بدور بيتر باركر/سبايدرمان، هايلي أتويل بدور بيغي كارتر، بينديكت وونغ بدور وونغ. أما كريس إيفانز، الذي سبق له أن لعب دور ستيف روجرز/كابتن أمريكا، ونسخة بديلة من جوني ستورم/الشعلة البشرية في عالم مارفل السينمائي، فقد اُختير لدور لم يُكشف عنه.

## الإنتاج
بعد إخراج فيلمي المنتقمون: الحرب اللانهائية (2018) والمنتقمون: نهاية اللعبة (2019)، أبدى أنتوني وجو روسو اهتمامهما بإخراج فيلم الحروب السرية المقتبس من قصة التقاطع بين القصص المصورة التي كتبها جيم شوتر بين عامي 1984 و1985، والقصة المصورة التي كتبها جوناثان هيكمان بين عامي 2015 و2016. يتتبع كلا الفيلمين شخصيات مارفل المتنوعة التي تلتقي على كوكب "باتل وورلد". صرّح كاتبا فيلمي الحرب اللانهائية ونهاية اللعبة، كريستوفر ماركوس وستيفن ماكفيلي، بأنهما سيعودان لكتابة فيلم كهذا لو كان الأخوان روسو سيتوليان إخراجه. أعلنت استوديوهات مارفل، خلال مشاركتها في معرض "سان دييغو كوميك-كون " في يوليو 2022، عن مشروعين جديدين ضمن سلسلة "المنتقمون"، وهما: "المنتقمون: سلالة كانغ" و"المنتقمون: الحروب السرية"، ليشكّلا ختام المرحلة السادسة من عالم مارفل السينمائي وتتويجًا لـ "ملحمة الأكوان المتعددة" — التي تجمع كل من المرحلة الرابعة و الخامسة والسادسة من عالم مارفل السينمائي —. يستند الفيلم الأول إلى قصة مصورة نُشرت بين عامي 2001 و2002 من تأليف كورت بوسيك، وتدور أحداثها حول كانغ الفاتح، وهو يسافر عبر الزمن بهدف إخضاع البشرية. أُسندت مهمة إخراج هذا الفيلم إلى ديستين دانيال كريتون، فيما تولّى جيف لوفنيس كتابة السيناريو، على أن يؤدي جوناثان ماجورز دور "كانغ" كما فعل في مشاريع سابقة ضمن المرحلة الرابعة.
بعد اعتقال ماجورز في مارس 2023 واتهامه بالاعتداء، بدأت التقارير والتكهنات تتحدث عن مستقبله داخل عالم مارفل السينمائي. وبحلول مايو، ومع انطلاق إضراب نقابة كتاب أمريكا لعام 2023، لم يعد جيف لوفنيس مشاركًا في العمل، ويُعتقد أن خروجه كان نتيجة ارتباطه الوثيق بخط حبكة يتمحور حول شخصية كانغ، التي كانت مارفل قد بدأت بالفعل في الابتعاد عنها تدريجيًا. وفي يونيو من العام نفسه، أُعلن عن تأجيل موعد إصدار فيلمي "سلالة كانغ" و"الحروب السرية" إلى 1 مايو 2026 و7 مايو 2027 على التوالي، ويُعزى ذلك جزئيًا إلى عدم الانتهاء من النصوص قبل بدء الإضراب. في نوفمبر 2023، أعلن ديستن دانيال كريتون انسحابه من مهمة إخراج فيلم "سلالة كانغ"، ويُقال إن التأخيرات في الجدول الزمني كانت من بين الأسباب التي دفعت إلى ذلك، بينما تولى والدون كتابة نسخة جديدة من الفيلم. وبعد شهر واحد، قامت ديزني واستوديوهات مارفل بفصل جوناثان ماجورز بعد إدانته بالتحرش والاعتداء المتهور من الدرجة الثالثة. وفي تلك الفترة، بدأت الاستوديو بالإشارة داخليًا إلى الفيلم باسم "المنتقمون 5". وبحلول فبراير 2024، أُعيدت كتابة كل من "المنتقمون 5" و"الحروب السرية" بهدف تقليل دور كانغ أو إزالته بالكامل عقب طرد ماجورز.
بحلول منتصف مارس 2024، أصبح شون ليفي هو الخيار الأفضل لدى مارفل لإخراج فيلم "المنتقمون 5"، وذلك بعد أن أخرج فيلم ديدبول وولفرين (2024) ضمن عالم مارفل السينمائي، إلا أن بعض العراقيل المحتملة في جدوله الإنتاجي قد تعيق الاتفاق. وفي مايو، بدأت مارفل استكشاف احتمالية عودة روبرت داوني جونيور، الذي جسد شخصية توني ستارك/الرجل الحديدي خلال "ملحمة اللانهاية" — التي تضمنت المرحلة الأولى والثانية والثالثة من عالم مارفل السينمائي —، وذلك لتجسيد دور جديد هو فيكتور فون دوم/دكتور دوم. وقد صرّح داوني بأنه لن يعود إلا إذا تولى الأخوان روسو مهمة الإخراج. في وقت لاحق، قدّم ستيفن ماكفيلي للأخوين روسو تصورًا لقصة الفيلم أثار حماسهما، ما دفعهما للدخول في مفاوضات أولية مع مارفل بحلول منتصف يوليو. وفي مؤتمر سان دييغو السينمائي الذي أُقيم بنهاية الشهر، أُعلن رسميًا عن تولي الأخوين روسو إخراج فيلمي "المنتقمون 5" و"الحروب السرية". كما كُشف عن العنوان الجديد للفيلم الأول ليصبح "المنتقمون: يوم القيامة"، مع التأكيد على أن داوني سيؤدي دور دكتور دوم. وكان الأخوان روسو يعملان على إنتاج الفيلمين عبر شركتهما "أي جي بي أو"، فيما تولى ماكفيلي كتابة السيناريو بعد أن حلّ محل والدون.
في مارس 2025، كشفت مارفل عن طاقم تمثيلي مكوّن من 26 ممثلًا إلى جانب داوني، حيث عاد العديد منهم من أفلام سابقة ضمن عالم مارفل السينمائي، في حين استعاد آخرون أدوارهم من سلسلة إكس-مان التي كانت من إنتاج فوكس للقرن العشرين. كما لمح داوني، ومارفل، وكيفن فيج إلى أن هناك أسماء أخرى لم يُعلن عنها بعد. وقد صرّح فيج بأن فيلم "يوم القيامة" سيركز على المنتقمين، والواكانديين، وفريق الأربعة المذهلين، وفريق الصواعق — الذين كُشف في فيلم ثاندربولتس* (2025) أنهم النسخة الحكومية المعتمدة من المنتقمين — إلى جانب فريق إكس-مان "الأصلي"، الذين سيتحدون جميعًا في مواجهة دوم.
عُيّن جافين بوكيه ليكون مصمم الإنتاج، وذلك بعد تعاونه السابق مع الأخوين روسو في الموسم الثاني من مسلسل سيتادل (2023 حتى الآن). وأوضح الأخوان روسو أن عمليتي إنتاج فيلمي "يوم القيامة والحروب السرية" ستتم بالتوازي، على غرار ما حدث مع فيلمي الحرب اللانهائية ونهاية اللعبة، إلا أنهما لن يُصوّرا بشكل متتالٍ كما في تلك السلسلة. انطلق التصوير الرئيسي لفيلم "يوم القيامة" في 28 أبريل 2025، في استوديوهات باينوود الواقعة في باكينجهامشير، إنجلترا، تحت الاسم الرمزي "فطيرة التفاح 1"، ومن المتوقع أن يستمر التصوير لمدة تقارب ستة أشهر. كما تولى جيفري فورد مهمة تحرير الفيلم، بعد مشاركته السابقة في تحرير العديد من أعمال عالم مارفل السينمائي.

## الموسيقى
في أبريل 2024، ألمح المؤلف الموسيقي آلان سيلفستري – الذي اشتهر بتلحين الموسيقى الأصلية لأفلام المنتقمون: الحرب اللانهائية (2018) والمنتقمون: نهاية اللعبة (2019)، فضلًا عن أعمال بارزة أخرى في "عالم مارفل السينمائي" – إلى احتمال عودته لتأليف موسيقى أحد مشاريع مارفل السينمائية القادمة. وقد أُكّد ذلك رسميًا في يوليو من العام نفسه، حيث أعلنت استوديوهات مارفل عن تعاقدها مجددًا مع سيلفستري لتلحين الموسيقى التصويرية لفيلمي المنتقمون: يوم القيامة والمنتقمون: الحروب السرية.

## التسويق
أُعلن رسميًا عن عنوان فيلم "المنتقمون: يوم القيامة" خلال ندوة استوديوهات مارفل ضمن فعاليات مؤتمر سان دييغو كوميك-كون في يوليو 2024، حيث تضمن الحدث الكشف عن عودة الأخوين روسو إلى كرسي الإخراج، بالإضافة إلى الإعلان المفاجئ عن انضمام روبرت داوني جونيور لتجسيد شخصية دكتور دوم، الخصم الرئيسي للفيلم. وقد رافق الإعلان ظهور مجموعة من الأفراد على خشبة المسرح مرتدين زي دكتور دوم، من ضمنهم داوني نفسه، الذي أزال القناع في لحظة دراماتيكية لكشف هويته وإعلانه تولي الدور أمام الجمهور الحاضر، في مشهد وصفته كات بيلي من أي جي ان بأنه "واحد من أكثر الكشوفات إثارة في تاريخ مارفل الحديث". أثار الإعلان ردود فعل متباينة من جمهور المتابعين والنقاد، حيث رحّب البعض بعودة داوني إلى الامتياز، بينما اعتبره آخرون خطوة استعراضية تهدف إلى استعادة الزخم الجماهيري عقب الاضطرابات الإبداعية التي تسبّب بها انسحاب جوناثان ماجورز من مشروع "سلالة كانغ". وفي هذا السياق، وصف تشارلز بوليام مور من ذا فيرج اختيار داوني بأنه "رهان كبير من مارفل على سحر الحدث السينمائي الضخم"، مشيرًا إلى أن وجه داوني أصبح مرادفًا لشخصية توني ستارك / آيرون مان منذ انطلاق عالم مارفل السينمائي في عام 2008. كما أثار الإعلان تساؤلات بين المعلّقين بشأن ما إذا كانت الشخصية التي يؤديها داوني تنتمي إلى نسخة بديلة من توني ستارك، أم أن مارفل ستُعيد تقديمه ببساطة في دور دكتور دوم من دون تفسير ضمن الحبكة. من جانبه، انتقد كولير جينينغز من "كوليدر" قرار إسناد الدور إلى ممثل غير غجري، في إشارة إلى الجذور العرقية لشخصية دكتور دوم كما وردت في القصص المصورة.

روبرت داوني جونيور مع كراسي عليها أسماء الممثلين من إعلان مارفل على بدء إنتاج الفيلم

في مارس 2025، ومع انطلاق المرحلة الأولى من إنتاج الفيلم، نظّمت استوديوهات مارفل بثًا مباشرًا استمر قرابة خمس ساعات ونصف عبر منصاتها الرسمية، استعرضت فيه مجموعة من كراسي المخرج التي كُتبت عليها أسماء طاقم التمثيل، حيث كُشف عن كرسي جديد كل 12 دقيقة تقريبًا، على أنغام موسيقى مأخوذة من أفلام مارفل السابقة ذات الصلة. بلغ عدد أعضاء طاقم التمثيل المعلنين 26 شخصية، واختُتم البث بظهور داوني مجددًا، مع عزف مقطوعة "المنتقمون" الشهيرة من تأليف آلان سيلفستري. حقق البث المباشر رقمًا قياسيًا في نسب المشاهدة، حيث بلغ عدد المشاهدين المتزامنين أكثر من 100,000 مشاهد عبر منصة يوتيوب، فيما وصل إجمالي عدد المشاهدات إلى 275 مليون مشاهدة خلال أول 24 ساعة، متجاوزًا بذلك أرقام البث المباشر السابقة لعروض السجادة الحمراء لأفلام مارفل. بلغ عدد الإشارات الاجتماعية المرتبطة بالبث ما يزيد عن 3.1 مليون تفاعل، أي ما يعادل خمسة أضعاف الحجم الاجتماعي الذي حققه الإعلان التشويقي الأول لفيلم ديدبول وولفرين. كما تصدّر وسم "#AvengersDoomsday" قائمة المواضيع الأكثر تداولًا عبر منصة X (تويتر سابقًا) لأكثر من سبع ساعات متواصلة، وارتبط البث بموجة كبيرة من ميمات الإنترنت التي اجتاحت المنصات الاجتماعية مع كل كشف جديد.
رغم النجاح الجماهيري الهائل، أشار عدد من النقّاد إلى بطء وتيرة البث، إذ وصفه أنتوني داليساندرو من ديدلاين هوليوود بأنه "حدث ثقافي شعبي"، بينما قارنه جوردان مورو وبرينت لانغ من فارايتي بكشف موعد إصدار الموسم السابع من مسلسل صراع العروش عام 2017، الذي استغرق إذابة كتلة جليدية بالكامل للإفصاح عن الموعد. وقد نال البث موجة من السخرية نظرًا لطابعه البطيء، رغم اعتراف العديد من النقاد - من ضمنهم أوستن جوسلين من بوليجون - بأن البث كان "بطيئًا بشكل مُريع لكنه ممتع للغاية"، خاصة في تفاعلات الجمهور عبر وسائل التواصل الاجتماعي. كما وصف جيمس ويتبروك من جيزمودو التفاعل مع البث المباشر بأنه "دليل على أن مارفل لا تزال تحتفظ بجزء كبير من سطوتها الثقافية التي بنتها على مدى قرابة عقدين".
وعلى ضوء الشخصيات التي كُشف عنها خلال البث، أشار ديفين مينان من موقع "/فيلم" إلى احتمالية اقتباس الفيلم لعناصر من سلسلة القصص المصورة "المنتقمون ضد الإكس-مان" التي نُشرت عام 2012 بقلم براين مايكل بنديس ومات فراكشن وجيسون آرون وآخرين، بالإضافة إلى إمكانية دمج عناصر من السلسلة المحدودة "حرب دوم" التي صدرت عام 2010 من تأليف جوناثان مابيري، والتي تتمحور حول غزو دكتور دوم لدولة واكاندا وظهور شخصيات من الإكس-مان داخل القصة.

## الاصدار
من المقرر إصدار الفيلم في الولايات المتحدة في 18 ديسمبر عام 2026. كان من المقرر إصداره مسبقًا في 2 مايو 2025 و 1 مايو 2026، ولكن أُجّل جزئيًا بسبب إضراب نقابة كتاب أمريكا عام 2023. سيكون جزءًا من المرحلة السادسة من عالم مارفل السينمائي.

## تكملة
من المقرر إصدار فيلم بعنوان "المنتقمون: الحروب السرية" في 17 ديسمبر 2027. من كتابة ماكفيلي وإخراج الأخوين روسو وسيختتم المرحلة السادسة من عالم مارفل السينمائي.